# Vojkovice (Brno-vidéki járás)
Vojkovice település Csehországban, a Brno-vidéki járásban. Vojkovice Židlochovice, Sobotovice, Blučina, Holasice, Hrušovany u Brna és Ledce településekkel határos. Lakosainak száma 1213 fő (2024. január 1.).

## Népesség
A település lakosságának változását az alábbi diagram mutatja:
| Lakosok száma | 598  | 674  | 777  | 804  | 888  | 990  | 1152 | 1172 | 1202 | 1213 |
|               | 1869 | 1890 | 1921 | 1950 | 1980 | 2001 | 2017 | 2019 | 2022 | 2024 |